# Charles Hanin
Charles Marie Paul Baron Hanin (* 19. September 1914 in Wellin, Provinz Luxemburg; † 16. Juni 2012) war ein belgischer Jurist und Politiker der Parti Social Chrétien (PSC), der unter anderem mehrfach Minister war.

## Leben
Nach dem Schulbesuch absolvierte Hanin ein Studium der Rechtswissenschaften, das er mit einem Doktor der Rechte und einem Lizenziat als Notar abschloss. Im Anschluss war er als Rechtsanwalt tätig.
Ende der 1950er Jahre begann er seine politische Laufbahn, als er 1958 als Mitglied des Provinzialrates der Provinz Luxemburg gewählt wurde, dem er bis 1965 angehörte. Anschließend wurde er 1965 Mitglied des Senats und gehörte diesem bis 1975 an. Zeitweise war er auch Mitglied der Parlamentarischen Versammlung des Europarates und dort Vorsitzender der Fraktion der Christdemokraten.
Am 17. Juni 1968 wurde Hanin von Premierminister Gaston Eyskens als Nachfolger von Adhémar d’Alcantara zum Minister für den Mittelstand erstmals in eine Regierung berufen. In dieser Funktion setzte er sich vor allem für die Verbesserung des sozialen Standes der Selbstständigen durch die Erhöhung von deren Pensionen, Kindergeldern und Krankenversicherungen ein. Dieses Amt übte er bis zu einer Regierungsbildung 1972 aus, als er Nachfolger von Albert Parisis als Minister für französische Kultur wurde, während Leo Tindemans ihm als Minister für den Mittelstand folgte. 1972 gehörte er zu den Mitgründern der PSC.
Am 26. Januar 1973 ernannte ihn Edmond Leburton, Nachfolger von Eyskens als Premierminister, zum Wissenschaftsminister sowie zum Minister für Ostbelgien und Tourismus. Diese Ämter bekleidete er bis zum Ende der Amtszeit Leburtons am 25. April 1974. Als Wissenschaftsminister galt er als Befürworter eines europäischen Raumfahrtprogramms, unter anderem durch die Unterzeichnung eines Abkommens mit Frankreich zur Realisierung der Ariane-Rakete. Darüber hinaus war er in dieser Zeit für den weiteren Ausbau der Université catholique de Louvain (UCL) in Louvain-la-Neuve aktiv.
Danach berief ihn der neue Premierminister Leo Tindemans zum Innenminister, wenngleich er bereits sechs Wochen später am 14. Juni 1974 in diesem Amt von Joseph Michel abgelöst wurde.
Nach seinem Ausscheiden aus dem Senat engagierte er sich in der Kommunalpolitik und war zwischen 1977 und 1988 Bürgermeister von Marche-en-Famenne. Zeitweise war auch Vorsitzender der Königlichen Kommission für die Denkmäler und historischen Stätten in der Wallonischen Region sowie 1979 Vorsitzender der Parti Social Chrétien.
Für seine langjährigen Verdienste wurde er 1998 als Baron in den erblichen Adelsstand erhoben.